# 포마토

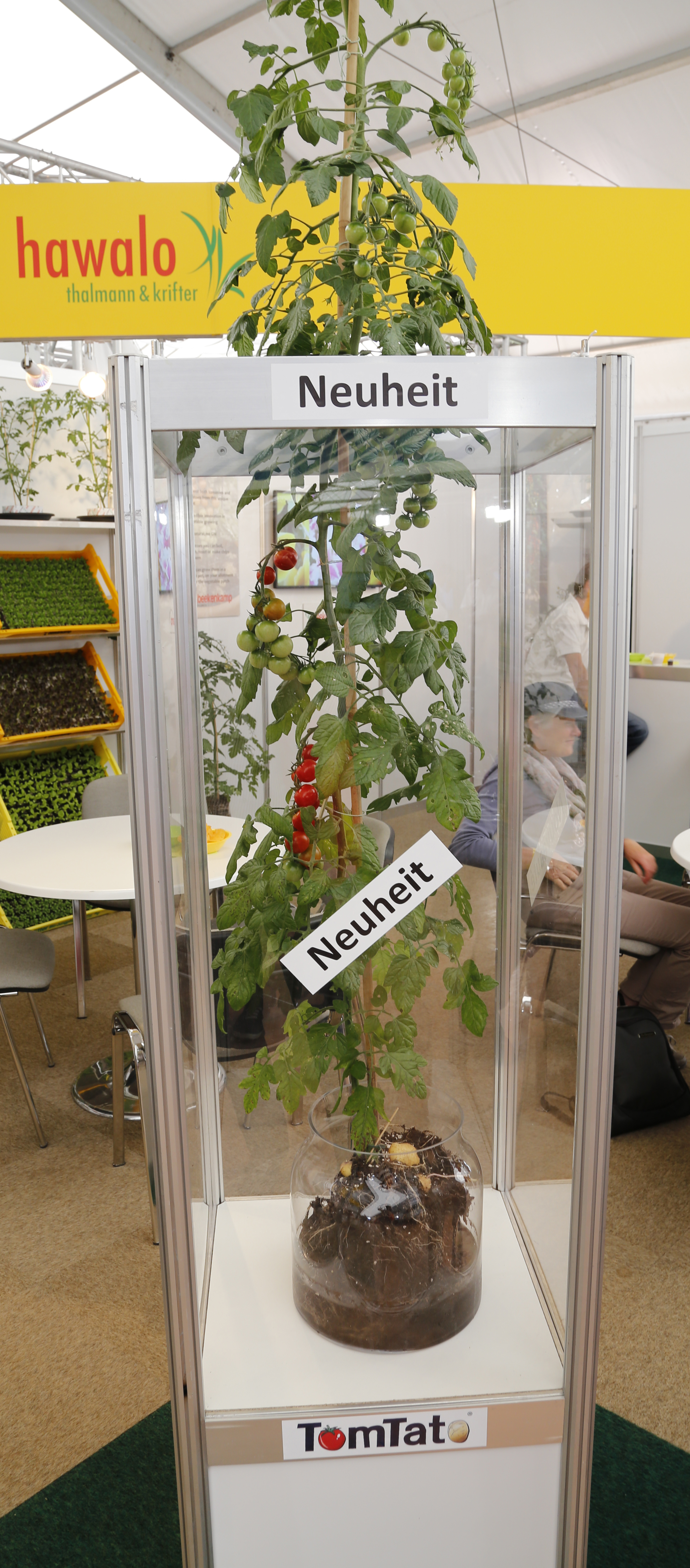
포마토.

포마토(pomato)는 가지과의 일원인 토마토와 감자를 접붙이기해서 만들어진 새로운 식물이다. 포메이토, 톰테이토, 토감이라고도 한다. 독일에서 처음 만들었다. 농지를 집약적으로 이용할 수 있고 병충해에 강하며 토마토에 비해 내한성이 강하다. 하지만 쉬운 증식이 어렵고 열매와 덩이줄기가 작다는 문제가 있다.

## 같이 보기
- 무추
- 가지감자